# Methylprednisolon
Methylprednisolon ist ein synthetisches Glucocorticoid, das als Arzneistoff oral, intravenös und dermal (auf der Haut) angewendet werden kann.

## Wirkungen und Einsatzgebiete
Methylprednisolon wirkt abschwellend und entzündungshemmend und wird unter anderem zur Behandlung von allergischen und Autoimmunerkrankungen, Hautkrankheiten sowie als Begleitmedikation in der Krebs- und Schmerztherapie eingesetzt. Die intravenöse Gabe wird bei anaphylaktischem Schock, Hirnödem, zur Schubtherapie bei Multipler Sklerose, schwerem Asthmaanfall und Status asthmaticus sowie wenigen anderen lebensbedrohlichen Zuständen angewendet.
In den USA wird Methylprednisolon flächendeckend bei Rückenmarksverletzungen mit einer Dosis von 30 mg/kg in der frühen Akutphase verabreicht. Das Ziel dabei ist es, zytotoxische Ödeme, Entzündungen, sowie die Freisetzung von Glutamat und freier Radikale zu reduzieren. In Europa wird es wegen der erhöhten Komplikationsrate (Wundinfektion, Magenblutung, Pankreatitis, Pneumonie) nicht in allen Zentren für diese Indikation eingesetzt.
In einer 2016 veröffentlichten Studie wurde die intratympanale Gabe von Methylprednisolon für die Behandlung von Morbus Menière mit der herkömmlichen Verwendung von Gentamicin verglichen. Während Gentamicin die Schwindelattacken im Rahmen der Menière-Krankheit effektiv verringern kann, führt die Gabe des Wirkstoffes in mehr als 20 % der Fälle zum teilweisen oder vollständigen Hörverlust. Die Gabe von Methylprednisolon bewirkte eine ebenso effektive Verminderung der Schwindelattacken um 87 %, allerdings ohne die Hörleistung zu beeinträchtigen.

## Nebenwirkungen
Zu den wichtigsten Nebenwirkungen des Methylprednisolons zählen Übelkeit und Erbrechen bei hoher Dosierung, bei langfristiger Einnahme Gewichtszunahme bis hin zur Stammfettsucht, grauer Star, Osteoporose, Diabetes mellitus und Psychosen. Da das plötzliche Absetzen einer Langzeittherapie (länger als drei bis vier Wochen) zu einem sekundären Morbus Addison führen kann, muss die Therapie in diesen Fällen langsam ausschleichend beendet werden.

## Darreichungsformen und Handelsnamen
Fertigarzneimittel mit Methylprednisolon sind in Tablettenform, als Infusions- und Injektionslösung für die systemische Behandlung sowie als Creme, Fettsalbe, Emulsion und Lösung zur lokalen Anwendung auf der Haut erhältlich.
Monopräparate
Advantan (D, A, CH), Depo-Medrol (CH), Medrol (CH, P), Metypred (D), Metysolon (D), M-Predni (D), Predni M (D), Solu-Medrol (CH), Urbason (D, A), Prednol (Ty), diverse Generika (D)
Kombinationspräparate
Depot-Medrol (CH)